# Zeberio
Zeberio (spanisch Ceberio) ist eine Gemeinde (municipio) in der Provinz Bizkaia im spanischen Baskenland mit 1.081 Einwohnern (Stand: 2024). Die Ortsteile Akiñao, Albitzu, Aldeko, Alzaga, Ametza, Ametzola, Apala, Arbildu, Aresandiaga, Argiñao, Ariltza-Olatzar, Arkulanda, Arteaga, Artiñao, Arzubi, Barañao, Barbatxao, Bekolanda, Bertzuten, Egia, Elizondo, Elorrea, Elorrebieta, Entelladorena, Ereñotza, Ermitabarri-Ibarra, Etxaso, Etxebarri, Gezala, Gezala-Goiko, Goietxe, Gorositu, Ibarrondo, Idirin, Idirin-Beko, Iruatxeta, Isasi, Kareaga, Kortatxi, Larrabide, Larrakoetxe, Leitoki, Lexartza, Mintegi, Olabarri, Olatxu, Orbetzu, Presalde, Saldiaran, Santa Cruz, Sautuolabarri, Solatxi, Telleri, Ugalde, Ugarte, Undurraga, Untzueta, Uribarri, Uriondo, Urizar, Urkiaga, Urkitze, Zabale, Zabalgoiko, Zautuola, Zeberiogana, Zestalbo, Zubibarria und Zubialde bilden die Gemeinde. Der Verwaltungssitz befindet sich in Zubialde.

## Geografie
Zeberio liegt etwa 15 Kilometer südsüdöstlich von Bilbao in einer Höhe von durchschnittlich ca. 120 m.

## Geschichte
| 1900 | 1970 | 1981 | 1991 | 2001 | 2011 | 2021 |
| ---- | ---- | ---- | ---- | ---- | ---- | ---- |
| 1917 | 1603 | 1067 | 958  | 961  | 1063 | 1088 |

## Sehenswürdigkeiten
- Thomaskirche
- Antoniuskapelle
- Rochuskapelle

## Persönlichkeiten
- Polixene Trabudua (1912–2003), Politikerin
- Luis Zubero (* 1948), Radrennfahrer
- Urtzi Iriondo (* 1995), Fußballspieler